# Arbaz
Arbaz (toponimo francese) è un comune svizzero di 1 219 abitanti del Canton Vallese, nel distretto di Sion.

## Storia
Il comune di Arbaz è stato istituito nel 1877 per scorporo da quello di Ayent, nel distretto di Hérens.

## Monumenti e luoghi d'interesse
- Cappella cattolica, eretta nel 1663[1].

## Società

### Evoluzione demografica
L'evoluzione demografica è riportata nella seguente tabella:
Abitanti censiti

## Amministrazione
Ogni famiglia originaria del luogo fa parte del cosiddetto comune patriziale e ha la responsabilità della manutenzione di ogni bene ricadente all'interno dei confini del comune.